# Peristylus mannii
Peristylus mannii är en orkidéart som först beskrevs av Heinrich Gustav Reichenbach, och fick sitt nu gällande namn av Susil Kumar Mukerjee. Peristylus mannii ingår i släktet Peristylus och familjen orkidéer. Inga underarter finns listade i Catalogue of Life.